# Сибирский неолит
Сибирский неолит — неолитический период истории Сибири (VI—II тыс. до н. э., на Крайнем Севере и Дальнем Востоке в некоторых проявлениях вплоть до XIX века).

## Климатические изменения
Сибирский неолит совпадает с так называемым климатическим оптимумом голоцена. В неолитическое время природа Сибири полностью приобрела современный облик. Вдоль берегов Ледовитого океана расстилались тундры. Южнее лежала полоса лесотундры, которая языками лесов вторгалась вдоль речных долин на север. Сплошным широтным поясом протянулась теперь от Тихого океана и до Балтики лесная зона. Настоящий зеленый сибирский океан шумел на тысячи километров в глубине азиатского материка. На Дальнем Востоке мрачная темнохвойная тайга переходила в пышные леса Амура и Приморья, где сложился и свой собственный животный мир. Однако климат тогда был значительно теплее и мягче старого.

## Характерные черты
Как и в случае лесного неолита основным занятием населения остается охота, рыболовство и собирательство. Лишь в Приамурье ограниченное распространение получает земледелие. Повсеместное распространение получило эффективное охотничье оружие — лук и стрелы, рыболовы осваивают рыболовные сети, которые позволяют перейти к относительно оседлому образу жизни. Население самых отдаленных сибирских регионов осваивает новые приемы обработки камня: шлифовку и сверление (появляется шлифованный каменный топор). Появляется керамика (глиняная посуда). Осваивается водный транспорт (лодки). Расцветает наскальная живопись. Примером тому стала дошедшая до наших дней Томская писаница.

## Социальная организация
У полуоседлых охотников тундры и восточносибирской тайги это были экономически самостоятельные семьи и объединения нескольких семей численностью до 21-25 человек. У рыболовов и земледельцев Дальнего Востока существовали крупные (до 50 и более человек), объединённые совместным добыванием пищи, коллективы. Именно в таких крупных трудовых коллективах сложилась четкая родовая организация. Связанные общим происхождением и экзогамными обычаями, семейно-хозяйственные и родовые коллективы объединялись в племена — высшую социально-территориальную организацию неолита.

## Территориальные зоны

### Неолит Западной Сибири
Неолит Западной Сибири обнаруживает свои связи с мезолитом Средней Азии и родство с неолитическими культурами Восточной Европы (культура ямочно-гребенчатой керамики) и Средней Азии (кельтеминарская культура).
Наличие в Западной Сибири долговременных поселений с полуземлянками свидетельствует об оседлости неолитического населения. Значительную роль начинает играть рыболовство. Таковы, например, поселения на мысе Чэстый-яг на р. Ляпин, Сортынья и Хулюм-Сунт на Северной Сосьве. Эти поселения расположены на мысах и ярках, в болотистых приозерных местах и потому не имеют следов укреплений. В них нет ни рвов, ни валов. Достаточной защитой им служила окружавшая их дикая природа. Обитатели таких поселений жили зимой в постоянных жилищах типа землянок. Землянки квадратные в плане, очень велики по размерам. Площадь наиболее крупных землянок достигает 600 м². и более, глубина их равна 3—4 м. Они располагались при этом группами, иногда рядами. Подобные постройки должны были сооружаться соединенными усилиями целого коллектива и несомненно служили общинно-родовыми жилищами. Землянки, хотя и значительно меньших размеров, продолжали здесь существовать в качестве основного вида жилища спустя 3—4 тыс. лет.
Для западно-сибирских неолитических культур характерны преимущественно остродонные сосуды, сделанные способом ленточного налепа и украшенные по всей внешней поверхности линейно-накольчатым и гребенчатым орнаментом. На юге Средней Сибири древнейшими являются ранненеолитическая керамика с оттисками плетеной сетки и керамика хайтинского типа — 7800—5500 л. н., керамика посольского типа — 6900—4100 л. н., керамика усть-бельского типа — 6600—4100 л. н., керамика исаковского типа — 5200—4500 л. н., серовская и позднесеровская керамика — 5200—4300 лет назад.
По предположениям лингвистов, носители западно-сибирского неолита говорили на прауральском языке, который распался на самодийскую и финно-угорскую ветвь в VI тыс. до н. э.

### Неолит Восточной Сибири
Восточная Сибирь начинается к востоку от Енисея. Она переходит в периферию Байкальского региона. Керамическая посуда на археологических памятниках усть-каренгской культуры в Забайкалье датируется возрастом 12 тыс. лет назад. Сыалахская культура принесла керамику народам Восточной Сибири (V—IV тыс. до н. э.). Наиболее полно исследованы неолитические памятники Прибайкалья. Региональная периодизация прибайкальского неолита, разработанная А. П. Окладниковым, стала опорной для всей Восточной Сибири.
В настоящее время в неолите Прибайкалья выделяют китойский культурно-хронологический этап (ранний неолит, конец VI — середина V тыс. до н. э.) и серово-исаковский (развитой неолит, конец V — середина IV тыс. до н. э.), на смену которым приходит эпоха ранней бронзы. Фофановский могильник в Забайкалье датируется 6460—5220 гг. до н. э. В ранненеолитической китойской культуре ещё ощущаются палеолитические традиции, но шлифованные тесла, двусторонне-обработанные наконечники стрел и глиняная посуда придают китойским комплексам вполне неолитический облик. В эпоху развитого неолита китойская культура сменяется серовской культурой. Сменившие серовцев носители исаковской культуры унаследовали от своих предшественников приемы изготовления и крашения керамики, но несколько переориентировали своё хозяйство, что отразилось и в производственном инвентаре.
Изучение митохондриальной ДНК в палеопопуляциях ранненеолитической китойской культуры (могильник Локомотив в верхнем течении Ангары, в зоне города Иркутск) и сменяющей её исаковской культуры развитого неолита (могильник Усть-Ида I на средней Ангаре) позволило сделать вывод о генетической взаимосвязи населения этих культур. У представителей китойской культуры из могильника Локомотив, живших 8125—6885 лет назад, определены митохондриальные гаплогруппы A, C, D, F, G (субклада G2a), U (субклада U5a). У серовских образцов определены митохондриальные гаплогруппы C (Хужир-Ольхон), D (Хужир-Ольхон), G2a (Манзурок), Z (Хужир-Ольхон), F1b (Усть-Анга), у китойца определена митохондриальная гаплогруппа D (Борки-1), у глазковцев определены митохондриальные гаплогруппы D (Обхой, Эдуганка, Макарово), G2a (Обхой), C (Обхой). У обитателей Глазковского некрополя эпохи неолита (8000—6800 л. н.) определены Y-хромосомные гаплогруппы R1a1-M17 (LOK_1980.006 и LOK_1981.024.01), K, С3 и митохондриальные гаплогруппы F, A, D, C, U5a, G2a. На стоянке Шаманка II определены только Y-хромосомные гаплогруппы K.
В могильнике Шаманка II, расположенном неподалёку от Слюдянки на юго-западном побережье озера Байкал на западной экспозиции склона второго холма Шаманского мыса зафиксирован культурный слой, содержащий находки раннего неолита — бронзового века.
Постоянные поиски дичи заставляли прибайкальцев вести полукочевой образ жизни. У них не было долговременных поселений и жилищ типа западносибирских полуземлянок. На оставленных ими стоянках археологам удается отыскать лишь многочисленные кострища и следы легких переносных жилищ типа чума. Близкие к прибайкальцам по культуре и образу жизни племена обитали в Якутии. Байкальско-ленский этнокультурный ареал включал археологические культуры Прибайкалья, Якутии и крайнего северо-востока. Всему ареалу присущи бедно орнаментированные круглодонные сосуды с отпечатками сетки-плетёнки или ложнотекстильными оттисками. Керамика изготовлялась с помощью твёрдой формы и сетки, а позднее способом выколачивания. Байкальско-ленская общность связывается с отдалёнными предками палеоазиатских народностей.
Приамурье и Приморье входят в зону влияния дальневосточных цивилизаций. Зачатки земледелия зафиксированы и в Приморье, и в Приамурье, но наиболее полно процесс развития хозяйства неолитических культур исследован в бассейне Среднего Амура.
Керамика, выявленная на памятнике селемджинской культуры Усть-Ульма-1 датируется радиоуглеродным анализом органической составляющей формовочной массы в интервале 8900 — 12590 лет назад.
Громатухинская культура существовала на реке Громатухе (приток Зеи) и верхнем Амуре 15,5—6,8 тыс. лет назад. Первые сосуды из обожжёной глины там появились в 12-м тысячелетии до н. э. Результаты датирования керамики громатухинской культуры показали, что её возраст — 13300—10400 лет назад.
В 1970-х годах на дальневосточном поселении на утёсе Гася в месте слияния реки Амур и протоки Малышевской неподалёку от Сикачи-Аляна академиком А. Окладниковым и доктором исторических наук В. Медведевым была выделена древнейшая на Нижнем Амуре осиповская культура бродячих охотников. Для поселения на озере Хумми получена радиоуглеродная дата 13260 ± 100 л. н. (АА-13392), для поселения Гася — 12960 ± 120 л. н. (Ле-1781). Название осиповская культура получила от поселения Осиповка 1, находившегося некогда у железнодорожного моста через Амур у Хабаровска. Самая древняя керамика на территории России относится к осиповской культуре (XI—IX тыс. до н. э.). По результатам радиоуглеродного датирования её памятники существовали в промежуток времени с 13300 по 7700 л. н. В поселениях осиповской культуры XI тысячелетия до н. э. были обнаружены украшения из алевролита, кольцо и диск из нефрита. Непосредственно во времени за древнейшей керамической осиповской культурой следует ранненеолитическая мариинская культура, датируемая VIII—VII тыс. до н. э. (стоянки на острове Сучу (раскопы IX и XII), стоянка Петропавловка-Остров). Малышевская культура относится ко второй половине VII − рубежу IV−III тыс. до н. э. (Малышево-1, Амурский санаторий, Шереметьево). Неолитические памятники с керамикой и ранними датами есть также на севере Японии (Керамика Дзёмона), в Корее и Китае.
Так называемая «новопетровская» культура, выделявшаяся в бассейне среднего Амура, имела явно композитный характер — в неё искусственно объединили артефакты, относящиеся к различным археологическим культурам возрастом 15,5—8,5 тыс. лет назад. Наиболее исследованы поселения Новопетровка I, Новопетровка II, Новопетровка III и Константиновка. В «новопетровской» культуре не было микролитических орудий, но были шлифованные, позволявшие изготавливать многие деревянные изделия. Керамика «новопетровской» культуры близка по технико-технологическим, морфологическим и орнаментальным признакам к керамике культуры Ананси Северо-Восточного Китая.
В Приморье древнейшими памятниками с керамикой являются Черниговка (ок. 10770 л. н.), Устиновка-3 (ок. 10000 л. н.), Перевал (более 8300 л. н.).
Для поздненеолитических поселений Приморья характерны не только тёрочники и зернотерки, но и плечиковые мотыжки для обработки земли, шиферные серпы полулунной формы. Неолитические рыболовы Приамурья имели не только сети и невода, но изобрели и древнейшую в мире блесну в виде вогнутой пластинки из нефрита. Неолитическим культурам Приморья и Приамурья при всем их разнообразии присущ ряд общих черт. Дальний Восток — это мир оседлых людей, живущих деревнями, в прочных постоянных жилищах типа полуземлянок. Экономической основой такого образа жизни было продуктивное рыболовство. Именно в неолите здесь формируется хозяйственно-культурный тип оседлых рыболовов, сохранившийся у многих амурских народностей до этнографической современности. Эффективное амурское рыболовство обеспечивало не только оседлость, но незначительный рост народонаселения. А эти факты (прочная оседлость, значительная плотность населения) при наличии в Приморье и Среднем Приамурье плодородных земель сыграли определенную, если не решающую роль в усвоении местным населением распространявшегося с юга ручного (мотыжного) земледелия. Своеобразное орнаментальное искусство амурского неолита, такие определяющие его элементы, как амурская плетёнка, спираль и меандр, сохранились в этнографическом искусстве современного тунгусо-маньчжурского населения Амура. Это позволяет предполагать их генетическую связь с носителями неолитических культур Дальнего Востока.
Крайние северо-восточные районы Сибири (Чукотка и Камчатка) в эпоху неолита долго оставались областью распространения пережиточных мезолитических традиций. Лишь во II—I тысячелетиях до н. э. северо-восточные неолитические культуры (тарьинская на Камчатке и северочукотская на Чукотке) приобретают вполне развитой вид. Появляются первые глиняные сосуды, шлифованные топоры и разнообразные, тонко обработанные сплошной ретушью каменные ножи, и скребки, наконечники стрел и копий.

## Культурные связи
Некоторые виды керамики распространялись как на западе так и на востоке Сибири. Например керамическая традиция усть-бельского типа (6600—4100 л.н.) охватывала широкую территорию от бассейна Среднего Енисея до Ангары и Прибайкалья, хотя её центр формирования ещё точно не установлен..
Ученые считают, что эта керамическая традиция распространилась и дальше на восток. Так усть-бельская культура отмечена и на Дальнем Востоке в более позднее время (4900—1900 л.н.). Её стоянки находят по Среднему Анадырю, на Колыме и Чукотке.
Стоянка-могильник у посёлка Усть-Белая находится на реке Анадырь в Чукотке. Она была открыта Н.Н. Диковым в 1956 г. Он выделил эту культуру как поздненеолитическую.
Согласно А. Зеленской, Усть-Бельский курган относится к началу I тыс. до н. э. Но археологические соответствия ему находятся и в эскимосских культурах Аляски более позднего времени. Там эти технологические традиции развивались даже до 19-го века.